# Carl Hörvik
Carl Augustin Hörvik, ursprungligen Nilsson, född 21 april 1882 och död 3 oktober 1954 i Bromma församling i Stockholm, var en svensk arkitekt och mörbelformgivare.

## Biografi
Carl Hörvik föddes 1882 i Mjällby församling i Blekinge där hans far var chef för kustposteringen i Hörvik. Han växte upp i en borgerlig miljö och bekantade sig tidigt med ett hem för representation med privata och offentliga sfärer, något som kom att ha betydelse för hans gärning som arkitekt. Carl Hörvik ansågs vara en av de största arkitektbegåvningarna i sin generation, någon som hans kurskamrat Gunnar Asplund såg upp till. Hörvik, Asplund och Osvald Almqvist examinerades 1909 från Kungliga Tekniska Högskolan. Han var från 1918 gift med Lilli Carlsson (1893–1985). De fick två barn, Hans-Lennart Hörvik (1921–2000) och Ulla Hörvik (1928–2008).

## Karriär

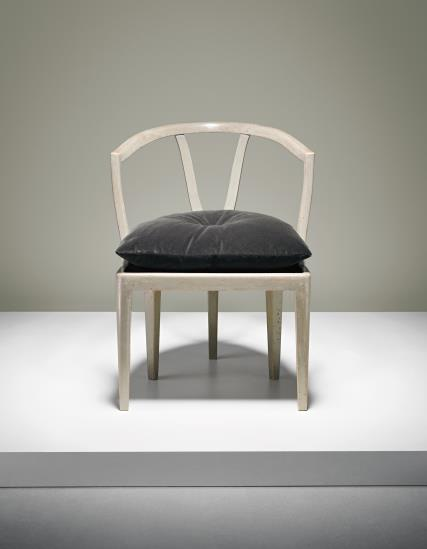
Stol för eget boende, cirka 1924

Mellan 1914 och 1937 drev Carl Hörvik egen arkitektverksamhet i Stockholm. Sitt publika genombrott fick Hörvik på Verkstadens utställning på Liljevalchs konsthall 1920. Enligt samtida kritik tog möblerna sin utgångspunkt i ”de moderna” tillverkningsmetoderna. Precis som flera andra i sin generation och vid denna tid försökte Carl Hörviks följa Svenska Slöjdföreningens upprop om den vackrare vardagsvaran.
Efter Verkstadens utställning är det främst tre andra som befäster Hörviks status i samtiden. På Jubileumsutställningen i Göteborg 1923 visade Hörvik en kinesiskt inspirerad hall för Nordiska Kompaniet. I samband med utställningen visade bord tillverkade av Näfveqvarns bruk Carl Hörvik ritade bordet  år 1922 som bidrag till gjutjärnstävlingen anordnad av Svenska Slöjdföreningen i samarbete med Näfveqvarns Bruk. Honnörsrummet i den svenska paviljongen på Exposition Internationale des Arts Décoratifs et Industriels, oftast kallad Parisutställningen 1925, varifrån ett skåp och två karmstolar finns i Nationalmuseum, Stockholm. Sist men inte minst är det de sex villor, inklusive Villa Hörvik, som uppfördes till utställningen Bygge och Bo, 1927, i Stora Mossen utanför Stockholm.
Från 1937 var Carl Hörvik anställd på Kungliga Flygförvaltningens Arkitektkontor, där han arbetade under Peder Clason.

### Villa Hörvik
Villa Hörvik på Ekorrvägen 7 var en av de sex villor Carl Hörvik ritade till utställningen Bygge och Bo 1927. Villan som beskrivits som en juvel i svensk byggnadshistoria finns publicerad strax efter uppförandet.

### Möbler
Till eftervärlden är det främst Carl Hörviks möbler som bidragit till hans berömmelse. De bevarade möblerna från hans eget boende (se bild), utställningsmöblerna från Parisutställningen 1925 och möblerna för arkitekt Åkerblad tillhör de möbler som definierat termen Swedish Grace.

## Verk i urval

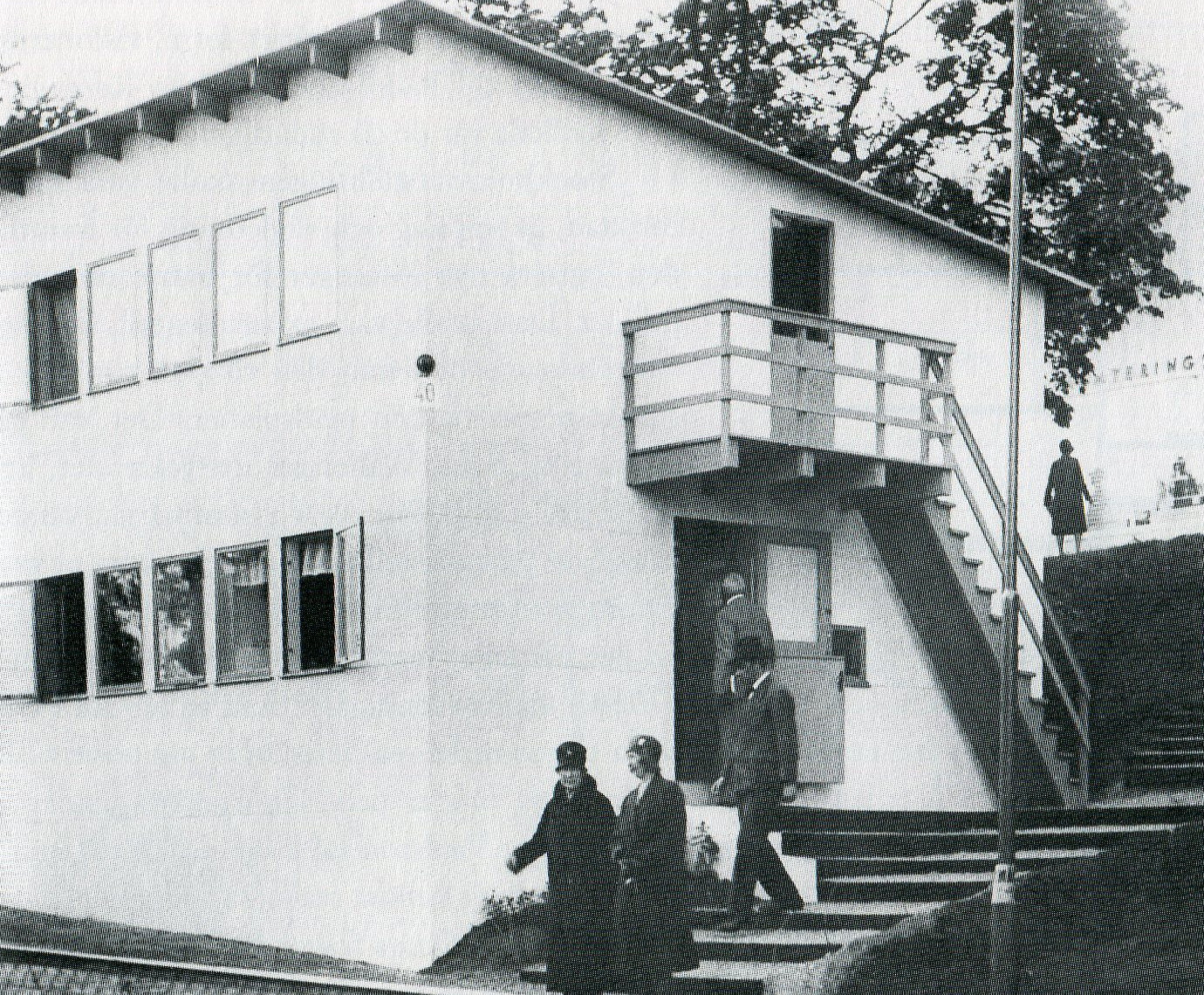
Villa 40 vid Stockholmsutställningen 1930

- Privatbostäder: Greve Hamilton, Uppsala, 1914; Svärdsta säteri, Flen, 1917; Grevinnan Hamilton, Högfors, 1918; Davidson, Saltsjöbaden; Cederström, Kungshamn, 1927
- Stadsplanearbeten i Stockholm åt stadsplanenämnden: Tegelviken och Ersta, Kungsbroplan, Hjorthagen, 1921 års bangårdsförslag
- Sex stycken villor vid Bygge och Bo - utställningen, Stora Mossen, Stockholm 1927
- Lindgården, Djurgården 1929/1930
- Villa 40 samt flera inredningar Stockholmsutställningen 1930
- Svenska studenthemmet i Paris, 1931 (se länk nedan)

## Tävlingar i urval
- Skogskyrkogården 1915 tillsammans med Karl Samuelson, 2:a pris.
- Jönköpings länsmuseum tillsammans med Arvid Huss 1936, inköp.
- Götaplatsens ordnande i Göteborg 1917 tillsammans med Erik Friberger, inköp.
- Tävling om sjöfartsmuseum i Göteborg tillsammans med Sten Branzell 1923, inköp.

## Utställningar i urval
- Verkstadens utställning, Liljevalchs, 1920
- Jubileumsutställningen i Göteborg 1923
- Helsingforsutställningen 1924
- Utställningar i SSF:s regi, Tyskland, Schweiz och Italien c. 1924
- Parisutställningen 1925
- Metropolitan Museum, New York 1927
- Stockholmsutställningen 1930
- Dorland House, London 1931